# Aguja de Buffon

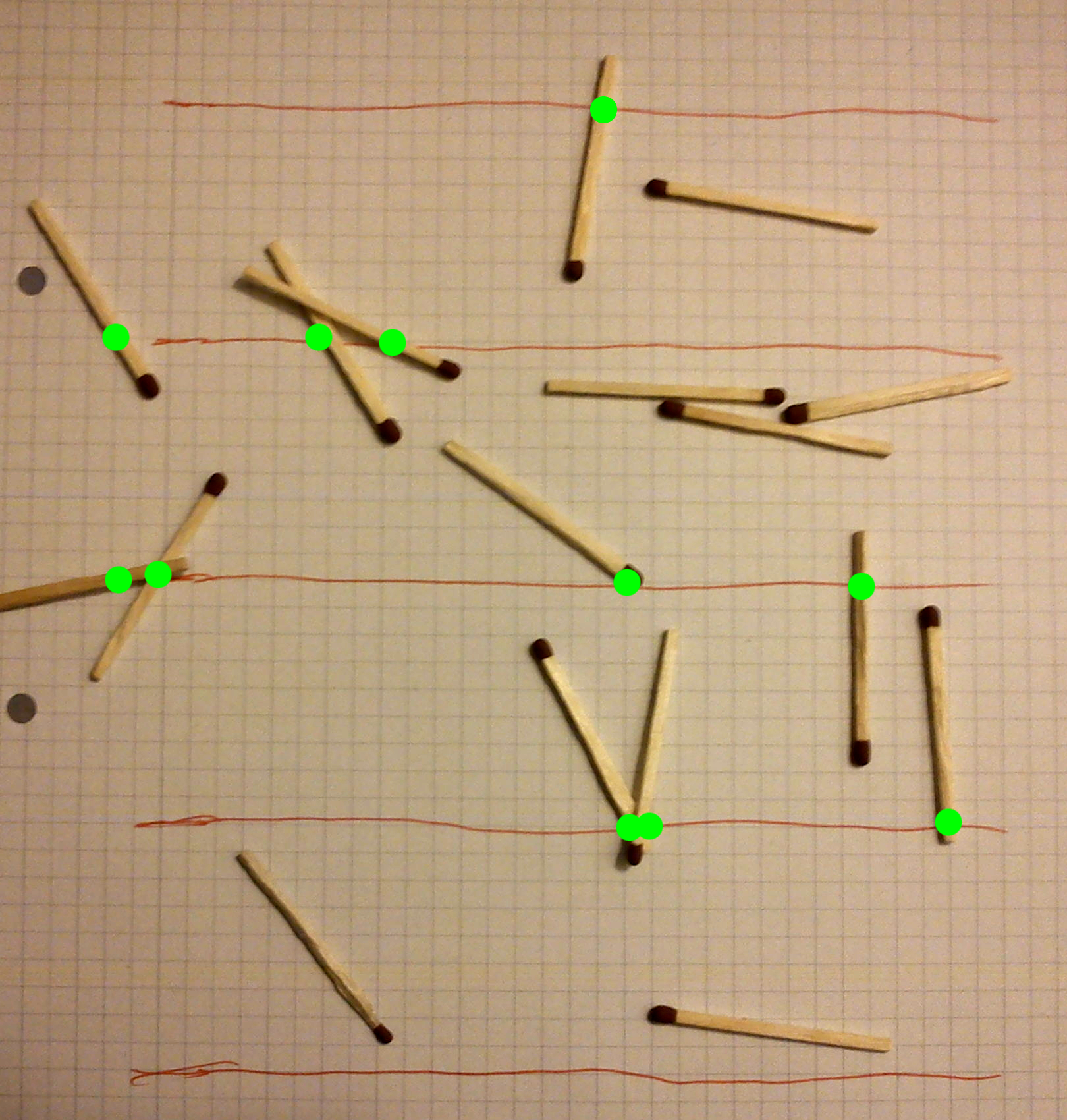
Un rápido experimento para estimar π, dando el valor de 34/11≈3.1 basado en 17 lanzamientos.

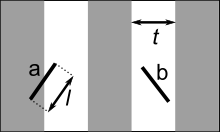
La aguja A está cruzando la línea mientras que la aguja B no.

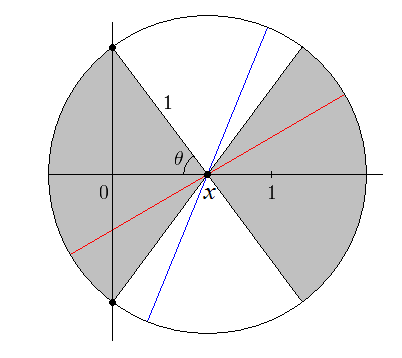
Las agujas rojas y azules están centradas en x. La roja cae dentro del área gris, contenida por un ángulo de 2θ en cada lado, por lo que cruza la línea vertical; la azul no lo hace. La proporción del círculo que es gris es lo que se integra a medida que el centro x va de 0 a 1

Simulación con el applet Descartes. Se lanza n veces una aguja cuya medida es igual a la distancia entre dos líneas rojas y se cuentan las veces (c) que la aguja toca alguna línea, n/c·2 se aproxima a pi cuando n es grande

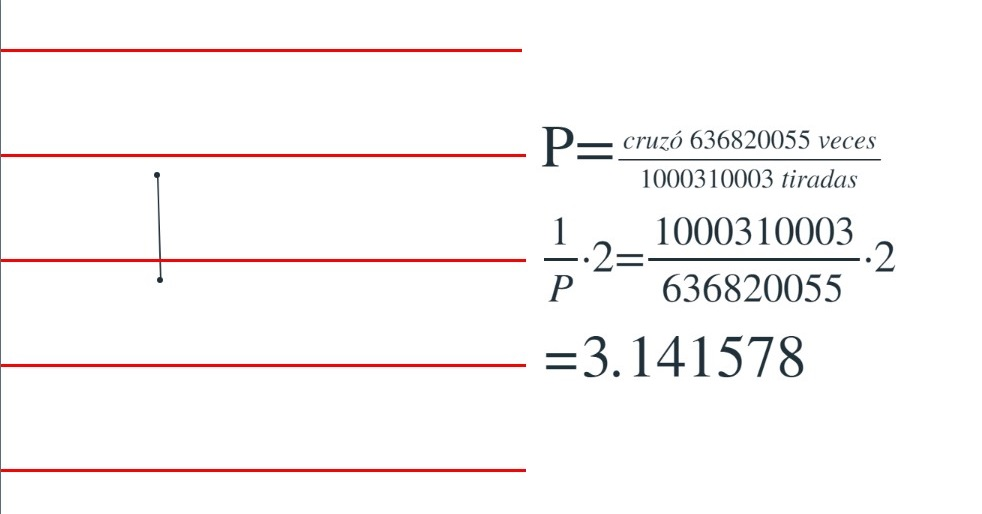
Resultado obtenido para el valor n/c·2 después de más de 1000 millones de tiradas

La aguja de Buffon es un clásico problema de probabilidad geométrica, de realización práctica y cuyo interés radica en que es un método fácil para ir aproximando el valor del número π a partir de sucesivos intentos. Fue planteado por el naturalista francés Buffon en 1733 y reproducido por él mismo ya resuelto en 1777.
Se trata de lanzar una aguja sobre un papel en el que se han trazado rectas paralelas distanciadas entre sí de manera uniforme. Se puede demostrar que si la distancia entre las rectas es igual a la longitud de la aguja, la probabilidad de que la aguja cruce alguna de las líneas es {\displaystyle 2/\pi }.  
De esa manera:

{\displaystyle \pi \approx {\frac {2N}{A}}}

siendo N el número total de intentos y A el número de veces que la aguja ha cruzado alguna línea.
Si la aguja es más corta que la distancia entre las rectas la probabilidad disminuye proporcionalmente al cociente entre la longitud de la aguja y la distancia entre las rectas, tomando el valor {\displaystyle 2L/(D\pi )} donde L es la longitud de la aguja y D la interdistancia entre las rectas. 
En este caso:

{\displaystyle \pi \approx {\frac {2NL}{AD}}}

La tercera situación, en que la longitud de la aguja es mayor que la distancia entre las rectas lleva a un resultado bastante más complicado.
Una generalización obvia de este problema es el problema de la Aguja de Buffon-Laplace, donde la aguja, en vez de lanzarse sobre un papel rayado, se lanza sobre una cuadrícula. Se llama de Buffon-Laplace pues aunque Buffon lo resolvió también en 1777, su solución contenía un error. Fue corregido por Laplace en 1812.

## Solución

### Planteamiento
El planteamiento matemático de este problema es: 
Sea una aguja de longitud {\displaystyle \ell } lanzada sobre un plano segmentado por líneas paralelas separadas {\displaystyle t\,} unidades (ver imagen). ¿Cuál es la probabilidad que la aguja cruce alguna línea?

### Supuestos
Sea {\displaystyle x} la distancia entre el centro de la aguja y la línea más cercana, {\displaystyle x\in [0,t/2]}, y sea {\displaystyle \theta } el ángulo entre la aguja y las líneas, {\displaystyle \theta \in [0,\pi /2]}. También es importante hacer ver que esta solución es para el caso cuando {\displaystyle t\geq \ell } (las agujas miden menos que la distancia entre las líneas).

### Solución
La variable aleatoria {\displaystyle x} se distribuye uniformemente (de forma continua) entre el 0 y {\displaystyle t/2}, por lo que su función de densidad de probabilidad es:

{\displaystyle f_{X}(x)={\frac {2}{t}}\,dx.}

Por su parte, la variable aleatoria {\displaystyle \theta }, al igual que {\displaystyle x} se distribuye uniformemente entre 0 y {\displaystyle \pi /2}, por lo que su función de densidad de probabilidad es:

{\displaystyle f_{\Theta }(\theta )={\frac {2}{\pi }}\,d\theta .}

Al {\displaystyle x} y {\displaystyle \theta } ser variables aleatorias independientes, la función conjunta de densidad es simplemente el producto de ambas:

{\displaystyle f_{X,\Theta }(x,\theta )={\frac {4}{t\pi }}\,dx\,d\theta .}

La condición para que una aguja cruce una línea es:

{\displaystyle x\leq {\frac {\ell }{2}}\,\sin \theta .}

Ahora se busca la función de probabilidad de este problema, la cual se obtiene integrando para ambas variables la función de densidad, lo cual es:

{\displaystyle \int _{\theta =0}^{\frac {\pi }{2}}\int _{x=0}^{(\ell /2)\sin \theta }{\frac {4}{t\pi }}\,dx\,d\theta ={\frac {2\ell }{t\pi }}.}

Si se lanzan {\displaystyle n} agujas y {\displaystyle h} cruzan alguna línea, se tiene que:

{\displaystyle {\frac {h}{n}}\approx {\frac {2\ell }{t\pi }}.}

De donde despejando {\displaystyle \pi }, tenemos:

{\displaystyle \pi \approx {\frac {2n\ell }{ht}}.}